# Clarktown (Ohio)
Clarktown é um lugar designado pelo censo localizado no condado de Scioto no estado estadounidense de Ohio. No Censo de 2010 tinha uma população de 958 habitantes e uma densidade populacional de 180,78 pessoas por km².

## Geografia
Clarktown encontra-se localizado nas coordenadas 38° 51′ 02″ N, 82° 54′ 31″ O. Segundo o Departamento do Censo dos Estados Unidos, Clarktown tem uma superfície total de 5.3 km², da qual 5.29 km² correspondem a terra firme e (0.1%) 0.01 km² é água.

## Demografia
Segundo o censo de 2010, tinha 958 pessoas residindo em Clarktown. A densidade populacional era de 180,78 hab./km². Dos 958 habitantes, Clarktown estava composto pelo 97.08% brancos, 0.31% eram afroamericanos, 0.63% eram amerindios, 0.31% eram asiáticos, 0% eram insulares do Pacífico, 0% eram de outras raças e o 1.67% pertenciam a duas ou mais raças. Do total da população 0.31% eram hispanos ou latinos de qualquer raça.